# Erigorgus brevifemur
Erigorgus brevifemur là một loài tò vò trong họ Ichneumonidae.